# Stutterheim
Pour les articles homonymes, voir Stutterheim (homonymie).
Stutterheim est une ville de 24 673 habitants de la province du Cap-Oriental en Afrique du Sud.

## Histoire
Stutterheim a une histoire riche et variée liée à celle du Cap-Oriental et de l'Afrique du Sud.
Des groupes Xhosa sont présents dans la zone depuis le premier millénaire de l'ère commune. Des missionnaires de la société des missions de Berlin (Berliner Missionsgesellschaft) arrivent dans les années 1830, suivis par des colons allemands dans les années 1850, puis par des Britanniques.
La ville tire son nom du baron Richard von Stutterheim, major-général dans l'armée britannique, à la tête de la Légion germano-britannique, qui passa huit mois en Afrique du Sud avant de revenir en Allemagne. Elle fut, plus tard, renommée Dohne, d'après le nom du premier missionnaire de l'endroit, Jacob Ludwig Döhne, puis revint, en 1857, à son nom d'origine ; Döhne désigne de nos jours une unité de recherche en agriculture située non loin.
La colonie du Cap obtient en 1872 un certain degré d'autonomie au titre du principe de « gouvernement responsable » et, en 1877, le gouvernement du Premier ministre John Molteno entreprend la construction d'une ligne de chemin de fer entre Stutterheim et East London, sur la côte. Elle est officiellement ouverte en août 1878 et contribue significativement à la croissance de l'économie de la ville et de ses alentours.
Le 20 mai 1879 Stutterheim devient une municipalité. Actuellement, elle fait partie de la municipalité d'Amahlathi.

## Économie et tourisme
Grâce à sa pluviométrie favorable, Stutterheim est un centre forestier florissant avec de grands pins, des eucalyptus et des acacias poussant sur les pentes des montagnes de Kologha. C'est une ville pittoresque, située à environ 70 kilomètres d'East London sur la route nationale 6. Elle est le point de départ de nombreux sentiers de randonnée pédestre ; elle est aussi proche de nombreux cours d'eau où se pratique la pêche à la truite. On y trouve des centres d'élevage pour les bovins et les ovins. La région produit de la viande de bœuf, de la laine, des agrumes et des produits laitiers.